# Torre de la Horadada
Torre de la Horadada es una pedanía dependiente del término municipal de Pilar de la Horadada situado en la costa. Se localiza en el extremo sur de la Provincia de Alicante, cerca de la comunidad de Región de Murcia (España). 

## Descripción
Pueblo costero, que ha experimentado su desarrollo recientemente gracias al turismo. Debe su nombre a dos factores: el primero, la torre vigía del siglo XVI; y el segundo, el lugar en el que está emplazada dicha torre: la Punta de la Horadada (el adjetivo "horadada" se debe a que este saliente de tierra al mar tiene pequeñas cuevas hechas por el agua, es decir, está horadado, o sea, agujereado).
Torre de la Horadada consta de varias playas que poseen bandera azul. Entre su playas cabe destacar:
- Calas de Rocamar
- Playa Jesuitas
- Playa del Conde
- Playa del Puerto
- Playa de Las Villas
- Playa de Las Higuericas

## Fiestas
Torre de la Horadada celebra sus fiestas mayores en honor a la Virgen de la Asunción el 15 de agosto. 
En la localidad también se realizan diversas actividades de ocio y tiempo libre, tales como conciertos y desfiles, sobre todo en verano.

## Historia
La leyenda, solo conocida por los habitantes de la zona, cuenta que las playas y sus habitantes era objeto de frecuentes ataques piratas, y de que gracias al sistema de torres vigías y al uso de caracolas marinas como sistema de aviso, fue posible acabar con ellos.
Al jefe de los piratas, se le horadó la mano con un hierro incandescente, atravesándole la mano, y dando con ello nombre a la zona: La Torre de la mano Horadada, que más tarde evolucionó a "La Torre de la Horadada", nombre actual.
La Torre Vigía pertenecía al sistema de vigilancia costera de Felipe II, y fue construida en el año 1591 sobre otra torre anterior. Señalaba el límite sur tradicional del Reino de Valencia, y durante el siglo XIX fue utilizada para hacer señales con el telégrafo óptico.

## Descripción de la torre vigía
La Torre Vigía de Horadada es una torre de base troncocónica, enlucida y almenada, que dispone de varias ventanas. El acceso al interior se realiza desde el interior de la vivienda particular a la que está adosada. Su nombre proviene de la disposición interior de sus pisos, que se comunicaban por un agujero central que atravesaba la torre de arriba abajo.

### Estado de conservación
Se encuentra adosada a una vivienda particular, y su estado de conservación es bueno, aunque ha sufrido algunas modificaciones.
Pertenece a los descendientes del conde de Roche.

### Protección
Se trata de un Monumento Bien de Interés Cultural bajo la protección de la Declaración genérica del Decreto de 22 de abril de 1949, y la Ley 16/1985 sobre el Patrimonio Histórico Español.

## Monumentos y lugares de interés
- Iglesia de la Asunción. Ubicada en el centro de la localidad. Fue promovida por el sacerdote Antonio Roda y construida en la década de los 50 por el albañil Antonio Albaladejo. Está dedicada a la Virgen de la Asunción y en ella se encuentran diversas obras de valor escultórico, en la propia patrona del autor local José María Sánchez Lozano.
- Torre vigía de la Punta de la Horadada del siglo XVI. Construida en 1591 como parte del sistema defensivo de Felipe II para proteger a los habitantes del entonces Campo de la Horadada, contra la piratería que por entonces existía en el Mediterráneo.
- Canteras Romanas: antiguas canteras de piedra que utilizaban los romanos para la extracción de piedra para la construcción de las vías romanas.

## Hoteles
En los establecimientos hoteleros de la zona (hoteles, hostales, pensiones...) el viajero podrá alojarse y descansar, después de disfrutar de la visita a éste y otros monumentos de los alrededores.